# Бончук Андонов
 Тази статия е за журналистът.  За други значения вижте Бончук (пояснение).  
Бончук Андонов е професионален български спортен фотограф, един от доайените на българската спортна журналистика в България. Съсобственик на фотографска агенция и сайта Sportline.bg и Start-photo.bg.
Три пъти е бил акредитиран фотограф на летни Олимпийски игри (Сидни 2000, Атина 2004 и Пекин 2008), отразявал е Световното първенство по футбол в САЩ-1994, Световното първенство по футбол във Франция 1998, европейските първенства във Швеция 1992, Англия 1996 и Португалия 2004 година, на редица световни и европейски първенства по класическа и свободна борба.
Негови са историческите кадри от гола на Емил Костадинов, който той отбелязва в историческия за България мач с отбора на Франция, на 17 ноември 1993 година, в Париж и др.

## Биография
Андонов е роден на 15 август 1948 година в разположеното в сърцето на планината Рила с. Пастра, България. Завършва Техникума по фотография в София, а когато влиза в редиците на Българската армия служи в поделение за авиофотография.
През 1975 година започва работа в единствения по това време пълноцветен илюстрован спортен седмичник „Старт“, в който работи повече от 20 години. През 1996 година става част от „Старт фотопрес“ ООД, в който работи до 1998 година.
От края на 90-те години на ХХ век е фотограф на свободна практика.
Автор на множество изложби със спортни фотографии.

## Личен живот
Андонов е женен. Неговият син Костадин Андонов също е спортен фотограф, носител на приза „Спортна снимка №1 на Балканите“ за 2012 година.